# Панье

Танцовщица XVIII века в панье

Панье́ (фр. panier — «корзина») — каркас из ивовых или стальных прутьев или из пластин китового уса для придания пышности женской юбке. В Германии и в России подобные каркасы назывались фи́жмами (от нем. Fischbein — «рыбья кость, китовый ус»).

## История появления и распространения

Анриетта де Бурбон в панье «с локотками»

Существует версия, что панье появилось в начале 1710-х годов под влиянием театра: в одном из спектаклей актрисы появились в широких и небывало пышных юбках. Поначалу, как это и бывает с любой модной новинкой, эти юбки вызвали смех и недоумение, но затем стали излюбленным фасоном на долгие годы.
Каркас-панье помогал женщине достичь модного в эпоху рококо силуэта — «перевёрнутой рюмочки». Тонкая, стянутая корсетом талия, прямые плечи и бокалообразная юбка создавали такое впечатление. Панье пристёгивалось на пуговицах к жёсткому корсету.
На самом деле юбки на обручах появились ранее — в конце XIV века, в Испании. Эту моду подхватила Англия, куда в 1501 году прибыла для бракосочетания испанская принцесса Екатерина Арагонская. Во Франции прообраз панье прижился чуть позже.
Панье в течение своей довольно длительной истории (до 1780-х годов) много раз меняли не только размер, но и форму. Так, в 1720—1730 годы женщины носили пышные круглые панье.
В 1740-е годы из Англии пришла мода на так называемые «панье с локотками» — каркас в форме овала, при котором юбка была широкой с боков, но плоской спереди и со спины.
В 1750—1760 годы панье становятся более скромными и вновь приобретают круглую форму. Во второй половине века панье составлялось из двух частей, имевших форму полукупола. На уровне талии они связывались с помощью тесьмы.

Эволюция каркаса-панье

В эпоху Марии-Антуанетты панье становятся до того большими и неудобными, что их снабжают складной конструкцией на шарнирах, а также увеличивают проёмы каретных дверец.
В конце 1780-х годов панье выходят из моды, их заменяют фокю́ (фр. faux-cul) — маленькие подкладные подушечки, надеваемые под юбку сзади (см. турнюр). Силуэт, который приобретала женская фигура благодаря этим подушечкам, ехидные современники окрестили cul de Paris — «парижский зад». К концу XVIII—началу XIX веков пышные юбки совершенно выходят из моды, уступив место строгим ниспадающим драпировкам стиля ампир.
Мода на «античность» продолжалась недолго, однако, и мода на тонкую талию и расширенную юбку вернулась лишь к концу 1820-х годов. 1830—1860 годы были отмечены возрождением интереса к моде рококо. Кульминацией этого увлечения стало изобретение кринолина, которые окончательно вышли из повседневной моды лишь к началу XX века. К тому времени пышность кринолинов была сведена к минимуму.